# Federico Sánchez se despide de ustedes (libro)
Federico Sánchez se despide de ustedes es un libro del escritor español Jorge Semprún, publicado en español en 1992 y al año siguiente en francés con el título Federico Sánchez vous salue bien.
Casi autobiográfica como la mayoría de los libros de Jorge Semprún, su acción transcurre durante los años en que el autor, que regresó a su país tras muchos años de exilio, fue nombrado ministro de Cultura en el gobierno de Felipe González. (de1988 a 1991).

## Presentación
Jorge Semprún se mantiene lúcido sobre su paso por el gobierno socialista. En una entrevista, cita a André Malraux, quien dijo que para que un ministro de cultura tuviera éxito, tenía que cumplir dos condiciones: tiempo y presupuesto. "Yo no tenía ninguna de las dos cosas", añade. El registro personal es positivo, pero el registro ministerial es, digamos, más bien nulo. »

## Estructura y contenido

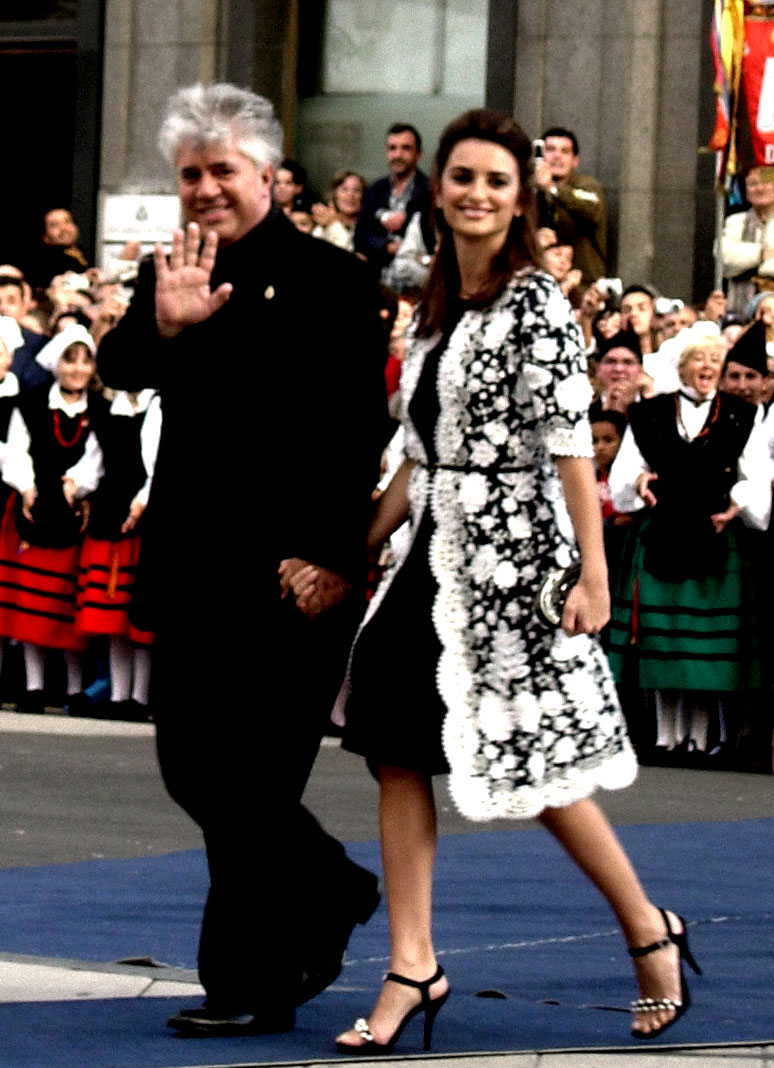
Almodóvar y Pénélope Cruz, de la Movida

### Estructura
- I. Un regreso al pueblo de mi infancia.
- II. De un primer consejo de ministros
- III. La cultura y su ministerio
- IV. Del cuerpo del rey y la modernidad
- Sobre una visita al Prado
- V. De Europa : 1939/1989
- VI. De una lectura de Tocqueville.

### Contenido
Después de una novela titulada Autobiografía de Federico Sánchez, vuelve con este libro en el que Jorge Semprún ha vuelto a utilizar su seudónimo de la época de la clandestinidad comunista. Fue bajo este nombre que ocultó sus actividades como líder comunista durante el franquismo.
Él, superviviente del campo de Buchenwald, el que se había enfrentado a la terrible policía franquista antes de ser expulsado en 1964 del PCE, el Partido Comunista de España, se convirtió en ministro de Cultura en el gobierno socialista de Felipe González. Una trayectoria muy atípica para este hijo de la alta burguesía madrileña con abuelo ministro y padre embajador. También es ministro, pero esta vez de una monarquía que parece anclada en la democracia.
Jorge Semprún vuelve a mirar su pasado, el camino que ha recorrido, y trata de identificar algunas preguntas sobre su compromiso, ¿qué valoración hacer de este medio siglo de luchas, cómo conciliar la cultura con la gestión cotidiana de un ministerio? Nos lleva por los caminos de personalidades que conoció durante su paso por el ministerio, al menos las que más le marcaron o interesaron, Ernest Hemingwayy su amigo el torero Dominguín, Primo Levi y la vida en el campo, el rey Juan Carlos  y el presidente del Gobierno Felipe González en el contexto de sus actividades ministeriales, y Raissa Gorbachov.
Descubrimos también la España de la "Movida", ese período que muchos españoles llevan esperando desde hace tiempo y que desde el punto de vista político se ha denominado la transición democrática española que Jorge Semprún intenta describir con la lucidez que nos conocerlo.